# Роман (Станчу)
Епи́скоп Рома́н (рум. Episcopul Roman, в миру Раду Станчу, рум. Radu Stanciu; 3 марта 1921, Аксинтеле, жудец Яломица — 12 февраля 1994, Бухарест) — епископ Румынской православной церкви, епископ Яломицкий, викарий Бухарестской архиепископии.

## Биография
Родился 3 марта 1921 года в селе Брэтия, коммуна Фрумушика, уезда Яломица. Его родителями были Джоица (в то время 35 лет) и Йоан Станчу (в то время 36 лет) из местных мошнени, то есть свободных крестьян. С годами, воссоздавая церковь в родном селе, архиерей будет с волнением вспоминать о своих предках: «Здесь, рядом с церковью, у меня похоронен дедушка, мой старший брат, которого я едва помню; здесь я похоронил маму, и сюда я привел отца».
Окончил начальную школу в родном селе. C детства пребывая в Церкви, он после того, как ему исполнилось 10 лет, поступил в братию монастыря Черника, куда был принят в 1932 году. 5 августа 1940 года архимандритом Кесарием (Пэунеску) он был пострижен в монашество с наречением имени Роман в честь Романа Сладкопевца. 29 декабря 1940 года в Монастыре Черника он был рукоположен в сан иеродиакона, став клириком монастыря.
Живя в монастыре Черника, он в 1933 году начал учиться в монашеской семинарии, которая располагалась в этом монастыре. Среди его учителей были: архимандрит Кесарий (Пэунеску) (директор семинарии), архимандрит Юлий (Скрибан), Ион Цукулеску, Теодор Паллади. 18 июля 1941 года он получил диплом об окончании богословской семинарии, выданный Министерством образования, культов и искусств, с подписью председателя комиссии архимандрита Юлия (Скрибана) и директора семинара архимандрита Кесария (Пэунеску). Вместе с ним в этой семинарам учились будущий патриарх Румынский Феоктист (Арэпашу), будущий епископ Герасим (Кристя), будущий епископ Евфимий (Лука). Не ограничиваясь лишь программой духовной семинарии, он занимался самообразованием, изучая книжные ценности и учась у архиереев, пребывавших в Монастыре Черника на покое в те неспокойные годы: митрополита Бессарабского Гурия (Гросу), митрополита Олтенского Нифона (Кривяну) и архиепископа Николая (Амассийского).
В 1941—1945 годы обучался на богословском факультете Бухарестского университета, получив степень лиценциата со средним баллом 9, согласно протоколу № 462 от 15 июля 1946 года, со специализацией «богословие». Там его учителями были Думитру Стэнилое, Йоргу Иван, Теодор М. Попеску и другие. Не ограничиваясь этим, он с 1945 по 1950 год посещал курсы фармацевтического факультета Университета медицины и фармации в Бухаресте, получив звание бакалавра фармации.
Пребывал в Монастыре Черника до 1 декабря 1952 года, когда был переведён в Монастырь Кэлдэрушани, где служил казначеем и секретарём, а затем и настоятелем. 9 апреля 1953 года был рукоположен в сан иеромонаха. Как настоятель великого духовного и исторического поселения в Кэлдэрушани, добивался укреплением престижа этого места, где он организовал библиотеку, основал музей, сохранил, инвентаризировал и должным образом разместил находящиеся там ценности национального духовного наследия.
1 апреля 1959 года назначен настоятелем Монастыря Черника. В том же году возведён в сан протосинкелла, а позже — в сан архимандрита. Будучи игуменом Монастыря Черника, стремился к восстановлению большой церкви во имя святого Николая и двух меньших церквей (святого Лазаря и святого Георгия), основал музей и мемориальный дом святителя Каллиника Черникского. Он основал семинары, занимался возделыванием монастырских земель для нужд общины. Он создал хорошо оборудованную библиотеку для нужд монахов и тех, кто приезжал учиться в монастырь.
9 июня 1973 года Священный Синод Румынской православной церкви избрал его викарным епископом Бухарестской архиепископии с титулом «Яломицкий». 8 августа того же года в отделе культов ему был выдан указ об утверждении его в этой должности. 15 августа 1973 года в патриаршем соборе в Бухаресте состоялась его архиерейская хиротония, которую совершили: Патриарх Юстиниан, епископ Нижнедунайский Анфим (Ника), епископом Плоештский Антоний (Плэмэдялэ) и епископ Констанцский Герасим (Кристя).
В этом качестве он был непосредственным подчинённым и ближайшим сотрудником патриархов Юстиниана, Иустина и Феоктиста. Как утверждал Патриарх Феоктист, достойный епископ и учёный особенно усердно трудился, чтобы написать книгу «Архиератикон», ведущую книгу для всех клириков. В трудные времена он поддерживал восстановление нескольких молитвенных мест в Бухарестской архиепископии. В своих родных краях он поддерживал восстановление церквей в Братии, Фирбинском-де-Сусе, Гривинье и других местах. Богослов и ктитор, Римский епископ Яломицеан был так и исторически, опубликовав на протяжении многих лет несколько исторических исследований, касающихся прошлого монастыря Черника.
Скончался 12 февраля 1994 года в Бухаресте. Он был похоронен на архиерейском участке кладбище монастыря Черника, к югу от церкви Святого Лазаря.

## Публикации
- Zugravul Nicolae Polcovnicul la mănăstirile Cernica şi Pasărea // «Biserica Ortodoxă Română», anul XCI, 1973. — nr. 11-12, noiembrie-decembrie. — pp. 1290–1294
- G.Tattarescu şi N.Grigorescu în arta bisericească românească // «Biserica Ortodoxă Română», anul XCIII, 1975. — nr. 5-6. mai-iunie. — pp. 712–728
- Zugravi care au pregătit apariţia picturii laice şi maeştri ai picturii laice zugravi de biserici // «Biserica Ortodoxă Română», anul XVII, 1979. — nr. 9-12, septembrie-decembrie. — pp. 1141–1166
- Stareţul Gheorghe şi mănăstirea Cernica // «Biserica Ortodoxă Română», anul C, 1982. — nr.3-4, martie-aprilie. — pp. 332–339 (в соавторстве с профессором Prof.I.L.Georgescu)